# Markus Kiesenebner
Markus Kiesenebner (Linz, 28 aprile 1979) è un procuratore sportivo ed ex calciatore austriaco, di ruolo centrocampista.

## Carriera

### Club
Kiesenebner iniziò la carriera con il Linz, per poi passare al LASK quando il suo vecchio club si fuse con esso. Si trasferì poi all'Austria Vienna dopo la retrocessione del LASK, non riuscendo però a conquistare un posto da titolare.
Firmò allora per l'ASKÖ Pasching, con cui conquistò la promozione nella massima divisione austriaca. La squadra, successivamente, conquistò anche la qualificazione alla Coppa UEFA, per la prima volta nella sua storia.
Il 1º giugno 2007, firmò per il Lillestrøm. Il 28 luglio esordì nella Tippeligaen, sostituendo Arild Sundgot nel pareggio per 1-1 contro l'Odd Grenland. Kiesenebner fu però tormentato dagli infortuni e non poté giocare con regolarità. A novembre 2008, rescisse il contratto che lo legava al club norvegese. Tornò in patria, per vestire prima la maglia dell'Altach e poi quella del Pasching.

### Nazionale
Kiesenebner giocò 12 partite per la Austria, con una rete all'attivo. Debuttò nel 2004, in un'amichevole giocata contro il Lussemburgo.